# Cyril Hare
Cyril Hare, pseudonimo di Alfred Alexander Gordon Clark (Mickleham, 4 settembre 1900 – Mickleham, 25 agosto 1958), è stato uno scrittore e giudice inglese, autore di gialli.
Lo pseudonimo di Hare è ottenuto combinando Hare Court, il luogo in cui lavorava come giudice, e Cyril Mansions, Battersea, dove viveva dopo il matrimonio con Mary Barbara Lawrence nel 1933.
L'ispettore Mallett di Scotland Yard, un mastodontico ufficiale di polizia dall'appetito facile, fu introdotto nel suo primo romanzo poliziesco, Tenant for Death (1937). Questi comparve anche nei due successivi, Death Is No Sportsman (1938) e Suicide Excepted (1939). Il romanzo più noto di Hare, Tragedy at Law (1942), è invece incentrato su un secondo personaggio, l'avvocato Francis Pettigrew. Il romanzo è considerato un classico del giallo giudiziario e il romanzo preferito dallo stesso scrittore.

## Opere
- Tenant for Death, 1937
- Death Is No Sportsman, 1938
- Suicide Excepted, 1939
- The Old Flame
- Tragedy at Law, 1942
- With a Bare Bodkin, 1946
- The Magic Bottle, 1946
- When the Wind Blows, 1949 (Delitto al concerto,  trad. di Dario Pratesi, Polillo, Milano, 2005)
- An English Murder, 1951 (Delitto di Natale, trad. di Bruno Tasso, Garzanti, Milano, 1955; Mondadori, Milano, 2001; trad. di Sofia Merlo, Sellerio, Palermo. 2017)
- That Yew Tree's Shade, 1954 (negli USA Death Walks the Woods)  (Sangue sotto gli alberi, trad. di Bruno Tasso, Garzanti, Milano, 1956; Morte al'ombra del tasso, a cura di C. Messina, Robin, Roma, 2001)
- The House of Warbeck, 1955
- He Should Have Died Hereafter, 1958
- Best Detective Stories of Cyril Hare, 1959